# 东浦站 (黄海南道)
東浦站（朝鲜语：동포역；）曾为朝鲜铁路黃海青年線上的一个车站，位于黄海南道海州市，启用及废止时间不明。